# Kijevo (Schiff)
Die Kijevo ist ein  RoRo-Fährschiff der kroatischen Reederei Jadrolinija.

## Geschichte
Die Kijevo entstand unter der Baunummer 502 bei Titovo Brodogradilište in Kraljevica und wurde 1997 vom Stapel gelassen und in Dienst gestellt. Sie ist auf der Strecke von Biograd nach Tkon im Einsatz.